# De zoutmijn
De zoutmijn is een hoorspel van Fred von Hoerschelmann. Die Saline werd op 30 november 1958 door de Norddeutscher Rundfunk uitgezonden. Jan van Spanje vertaalde het en de KRO zond het uit op zondag 24 januari 1960. De regisseur was Léon Povel. Het hoorspel duurde 69 minuten.

## Rolbezetting
- Paul Deen (Carlo)
- Nora Boerman (Camilia)
- Jeanne Verstraete (Betty)
- Thom Hakker (Antonio)
- Paul van der Lek (de burgemeester)
- Piet te Nuyl sr. (de oude)
- Louis de Bree (de president)
- John Soer (de redacteur)
- Han König (de onderwijzer)
- Wam Heskes (de arts)
- Dries Krijn (de minister)
- Alex Faassen (de politieagent)
- Frans Somers (de geoloog)

## Inhoud
De geoloog Carlo Benevento doet in zijn geboortestad een gruwelijke ontdekking: de stad staat nog slechts op een dunne aardkorst, doordat er zich gangen van de zoutmijn onder bevinden die met rivierwater doorgespoeld worden. Benevento's metingen wijzen uit dat de aardkorst zal bezwijken onder de druk van de stad en dat die zal instorten. Omdat dankzij de zoutmijn de welvaart in de stad enorm is toegenomen, weigeren inwoners en autoriteiten Benevento te geloven. Die begint na verloop van tijd zelf te twijfelen aan zijn bevindingen en wanneer hij zich na enige tijd in de stad vestigt, denkt hij er nog nauwelijks aan. Op de dag dat de nieuwe feesthal, symbool van de welvaart, wordt geopend voltrekt het noodlot zich en wordt de stad verzwolgen door de aarde.